# SpaceX Crew-10
SpaceX Crew-10 is de tiende reguliere vlucht onder NASA’s Commercial Crew-programma waarmee SpaceX vier ruimtevaarders naar het ISS vervoert. Het is tevens de zeventiende bemande Crew Dragon-vlucht. 
De missie zal vier bemanningsleden - NASA-astronauten Anne McClain en Nichole Ayers, JAXA-astronaut Takuya Onishi en Roskosmos-kosmonaut Kirill Peskov - naar het internationale ruimtestation (ISS) vervoeren. De missie werd gelanceerd op 14 maart 2025 om 23:03:48 UTC vanaf lanceercomplex 39A in het Kennedy Space Center. Een eerste poging tot lancering werd op 12 maart afgebroken wegens een defect van het lanceerplatform.
Oorspronkelijk was het de bedoeling om Crew-10 in februari 2025 te lanceren met een nieuwe Crew Dragon met het serienummer C213. Deze werd echter niet op tijd opgeleverd. Daarom werd Crew Dragon C210, Endurance, die eerder voor vlucht Axiom Mission 4 was gereserveerd op deze vlucht ingezet. Dit was nodig omdat men de missie van Crew-9 waaraan ook de Boe-CFT-bemanning na technische problemen met hun Starliner-capsule aan toegevoegd niet nog langer in de ruimte wilde houden.

## Bemanning
| Positie          | Ruimtevaarder                            |
| ---------------- | ---------------------------------------- |
| Gezagvoerder     | Anne McClain, NASA, 2e ruimtevlucht      |
| Piloot           | Nichole Ayers, NASA 1e ruimtevlucht      |
| Missiespecialist | Takuya Onishi, JAXA 2e ruimtevlucht      |
| Missiespecialist | Kirili Peskov, Roskosmos 1e ruimtevlucht |